# Euxoa honnoratina
Euxoa honnoratina là một loài bướm đêm trong họ Noctuidae.